# Branche asymptotique des géantes
Pour les articles homonymes, voir AGB.

L'évolution des étoiles de différentes masses est représentée dans le diagramme de Hertzsprung-Russell. La branche asymptotique des géantes est ici désignée par AGB sur la courbe verte traçant l'évolution d'une étoile de 2 M_{☉}.

La branche asymptotique des géantes (en anglais, asymptotic giant branch ou AGB) est une région du diagramme de Hertzsprung-Russell occupée par des étoiles de masse faible à moyenne (de 0,6 à 10 masses solaires). Toutes les étoiles de ce type passent par cette période vers la fin de leur vie.
À l'observation, une étoile AGB ne se distingue pas  d'une géante rouge. Pourtant, sa structure intérieure contient (1) un cœur inerte composé de carbone et d'oxygène, (2) une coquille où l'hélium est en fusion nucléaire (combustion de l'hélium), formant ainsi du carbone, (3) une autre coquille où l'hydrogène subit une fusion nucléaire (combustion de l'hydrogène), formant ainsi de l'hélium et (4) une enveloppe de grande dimension dont la composition ressemble à celle des étoiles plus communes.

## Évolution stellaire

Une étoile de type solaire se déplace sur l'AGB à partir de la branche horizontale, après épuisement de l'hélium dans son cœur

Une étoile de se déplace sur l'AGB après avoir suivi une boucle bleue, après épuisement de l'hélium dans son cœur

Quand une étoile épuise son hydrogène par le processus de fusion nucléaire dans son cœur, le cœur se contracte et la température s'accroît, provoquant l'expansion et le refroidissement des couches extérieures de l'étoile. L'étoile devient une géante rouge, suivant un chemin dirigé vers le coin supérieur droit du diagramme HR. Ensuite, une fois que la température du cœur a atteint environ 3 × 108 K, la combustion de l'hélium (fusion des noyaux d'hélium) commence. Le début de la fusion de l'hélium dans le cœur fait cesser le refroidissement de l'étoile et accroît sa luminosité, et l'étoile se déplace cette fois vers le coin inférieur gauche du diagramme HR. C'est la branche horizontale (pour les étoiles de population II), le red clump (pour les étoiles de population I), ou la boucle bleue pour les étoiles de masse supérieure à 2 M☉ environ.
Après la fin de la combustion de l'hélium dans le cœur, l'étoile se déplace de nouveau vers le haut et la droite du diagramme, en refroidissant et en gonflant tandis que sa luminosité s'accroît. Son chemin est presque aligné avec celui de sa phase de géante rouge, d'où le nom de branche asymptotique des géantes, bien que l'étoile va devenir plus lumineuse en phase AGB qu'elle ne l'était au sommet de la branche des géantes rouges. Les étoiles ayant atteint ce stade d'évolution stellaire sont appelées étoiles AGB.

### Description de la phase AGB
La phase AGB est divisée en deux parties, la phase AGB précoce (en anglais : early AGB ou E-AGB) et la phase AGB à impulsions thermiques (en anglais : Thermally pulsing ou TP-AGB). Lors de la phase E-AGB, la source principale d'énergie est la fusion de l'hélium dans une coquille entourant un cœur constitué principalement de carbone et d'oxygène. Durant cette phase, l'étoile enfle jusqu'à des proportions de géante pour redevenir une géante rouge. Le rayon de l'étoile peut atteindre jusqu'à une unité astronomique (~215 R☉).
Après l'épuisement de la coquille d'hélium, la phase TP-AGB commence. Maintenant l'étoile tire son énergie de la fusion d'une fine coquille d'hydrogène, ce qui réduit la coquille d'hélium interne à une très fine couche et l'empêche de fusionner de façon stable. Cependant, sur des périodes de 10 000 à 100 000 ans, l'hélium issu de la coquille d'hydrogène s'accumule et finalement la coquille d'hélium s'allume de façon explosive, un phénomène appelé flash de l'hélium en coquille. La luminosité du flash en coquille atteint des milliers de fois la luminosité totale de l'étoile, mais décroît exponentiellement en seulement quelques années. Le flash en coquille fait gonfler et refroidir l'étoile ce qui éteint la combustion de la coquille d'hydrogène et provoque une forte convection dans la zone située entre les deux coquilles. Quand la combustion de la coquille d'hélium s'approche de la base de la coquille d'hydrogène, la température accrue réamorce la combustion de l'hydrogène et le cycle recommence. L'important mais bref accroissement de luminosité du flash de l'hélium en coquille produit un accroissement de la luminosité de l'étoile de quelques dixièmes de magnitude pendant plusieurs centaines d'années, un changement sans rapport avec les variations de luminosité sur des périodes allant de dizaines à des centaines de jours qui sont habituelles pour ce type d'étoile.

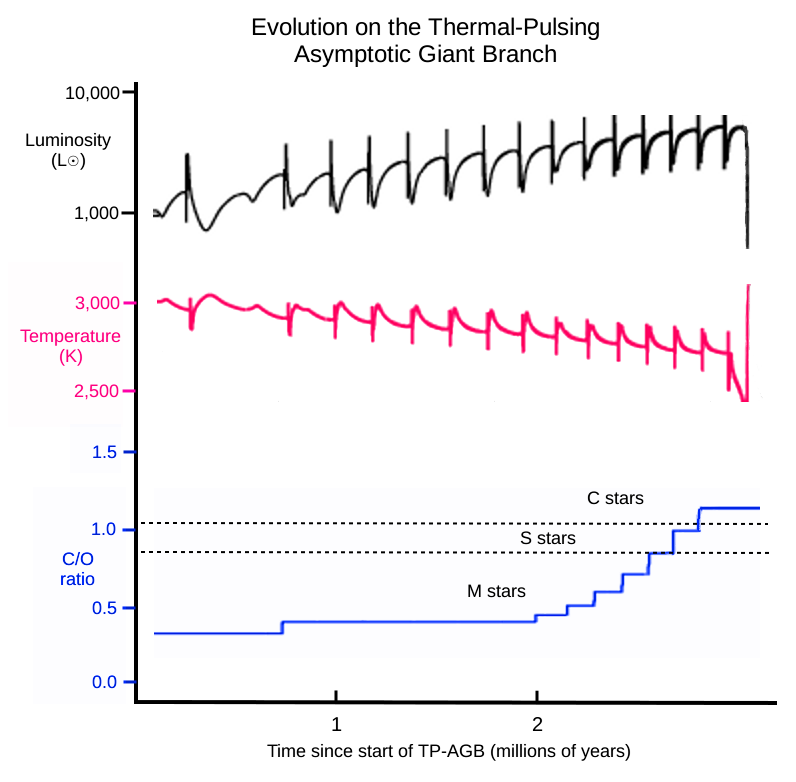
Évolution d'une étoile de lors de la phase TP-AGB.

Lors des impulsions thermiques, qui durent seulement quelques centaines d'années, de la matière de la région du cœur peut être mélangée aux couches extérieures, changeant la composition de surface, un phénomène appelé dredge-up (dragage). À cause de ce "dredge-up", les étoiles AGB peuvent présenter des éléments du processus s dans leurs spectres et des "dredge-ups" importants peuvent conduire à la formation d'étoiles carbonées. Tous les "dredge-ups" suivant les impulsions thermiques sont appelés troisièmes "dredge-ups", après le premier "dredge-up", qui se produit sur la branche de géante rouge, et le second "dredge up", qui se produit durant la phase E-AGB. Dans certains cas, il n'y aurait pas de second "dredge-up" mais les "dredge-ups" suivant les impulsions thermiques seront quand même appelés troisièmes "dredge-ups". L'intensité des impulsions thermiques s'accroît rapidement après les quelques premiers, et donc les troisièmes "dredge-ups" sont généralement les plus importants et les plus susceptibles de faire remonter de la matière du cœur vers la surface,.
Les étoiles AGB sont typiquement des variables à longue période, et subissent une perte de masse sous forme de vent stellaire. Les impulsions thermiques correspondent à des périodes de perte de masse encore plus élevées et peuvent produire des coquilles détachées de matière circumstellaire. Une étoile peut perdre 50 à 70 % de sa masse durant la phase AGB.

### Enveloppes circumstellaires des étoiles AGB

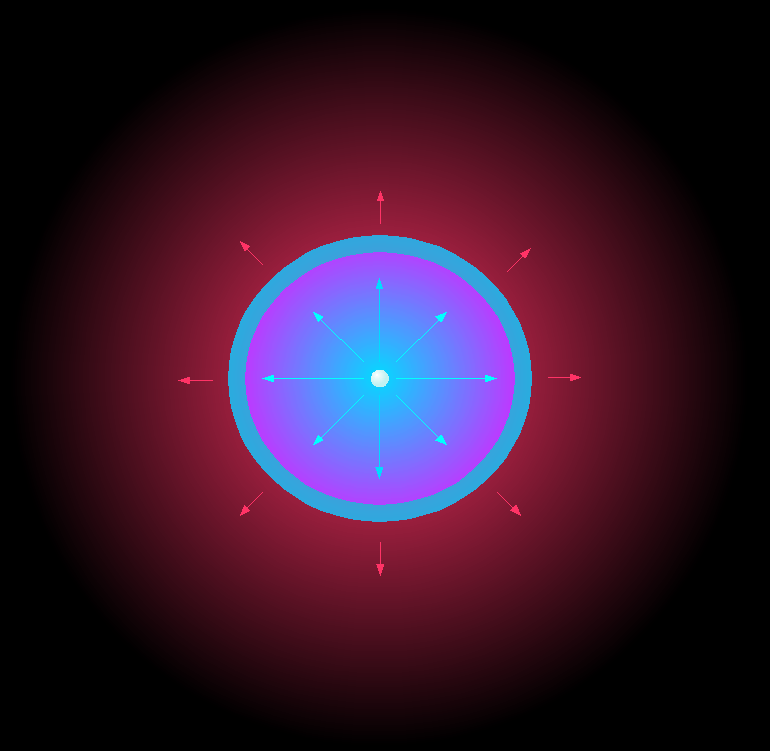
Formation d'une nébuleuse planétaire à la fin de la phase Asymptotic Giant Branch.

La perte de masse élevée des étoiles AGB signifie qu'elles sont entourées par une enveloppe circumstellaire étendue (CSE). En supposant que la durée de vie moyenne d'une AGB est de un million d'années et une vitesse externe de 10 km/s, son rayon maximal peut être estimé grossièrement à 3 × 1014 km (30 années-lumière). C'est une valeur maximale puisque la matière du vent commence à se mélanger avec le milieu interstellaire aux très grands rayons, et on suppose également qu'il n'y a pas de différence de vitesse entre l'étoile et le gaz interstellaire. Dynamiquement, le plus gros des phénomènes intéressants se situe assez près de l'étoile, d'où le vent provient et où le taux de perte de masse est fixé. Cependant, les couches externes de la CSE sont le siège de processus chimiques intéressants, et à cause de leur taille et leur profondeur optique plus faible, elles sont plus faciles à observer.
La température de la CSE est déterminée par les propriétés de chauffage et de refroidissement du gaz et de la poussière, mais baisse en fonction de la distance radiale à la photosphère des étoiles qui a une température de l'ordre de 2000–3000 K. Les particularités chimiques de la CSE d'une étoile AGB comprennent :
- Photosphère : chimie en équilibre thermodynamique local
- Enveloppe stellaire pulsante : chimie des chocs
- Zone de formation de poussières
- Chimiquement calme
- Rayonnement interstellaire UV et photodissociation de molécules – chimie complexe

La dichotomie entre les étoiles riches en oxygène et celles riches en carbone joue un rôle initial pour déterminer si les premiers condensats sont des oxydes ou des carbures, puisque le moins abondant de ces deux éléments restera très probablement dans la phase gazeuse en tant que COx.
Dans la zone de formation de poussières, les éléments et composés réfractaires (Fe, Si, MgO, etc.) sortent de la phase gazeuse et terminent en grains de poussières. La poussière nouvellement formée facilitera immédiatement les réactions catalysées par les surfaces. Les vents stellaires des étoiles AGB sont des sites de formation de poussière cosmique, et on pense qu'ils sont les principaux sites de production de poussières dans l'Univers.
Les vents stellaires des étoiles AGB (les variables de type Mira et les étoiles à émission OH/IR) sont aussi souvent le site d'émission maser. Les molécules émettrices sont SiO, H2O, OH, HCN, et SiS,,,,. Les masers SiO, H2O et OH sont typiquement présents dans les étoiles AGB de type M riches en oxygène telles que R Cassiopeiae et U Orionis, tandis que les masers HCN et SiS sont généralement trouvés dans les étoiles carbonées telles que IRC +10216. Les étoiles de type S possédant des masers sont rares.
Après que ces étoiles aient perdu presque toute leur enveloppe, et que seules restent les régions du cœur, elles évoluent en protonébuleuses planétaires à faible durée de vie. Le sort final des enveloppes des AGB est représenté par les nébuleuses planétaires (PNe).

### Impulsion thermique tardive
Au moins un quart de toutes les étoiles post-AGB présentent ce qui est appelé un épisode de "renaissance" (en anglais "born-again"). Le cœur de carbone–oxygène est maintenant entouré d'hélium avec une coquille externe d'hydrogène. Si l'hélium se réallume, une impulsion thermique se produit et l'étoile retourne rapidement au stade AGB, devenant un objet stellaire brûlant de l'hélium et déficient en hydrogène. Si l'étoile a encore une coquille brûlant de l'hydrogène quand cette impulsion thermique se produit, elle est appelée "impulsion thermique tardive". Sinon elle est appelée "impulsion thermique très tardive".
L'atmosphère externe d'une étoile "re-née" développe un vent stellaire et l'étoile suit une fois de plus une trajectoire d'évolution sur le diagramme de Hertzsprung-Russell. Cependant, cette phase est très brève, durant seulement environ 200 ans avant que l'étoile ne se dirige de nouveau vers le stade de naine blanche. Observationnellement, cette phase d'impulsion thermique tardive apparaît presque identique à une étoile Wolf-Rayet au milieu de sa nébuleuse planétaire.
Des étoiles telles que l'objet de Sakurai et FG Sagittae ont été observées alors qu'elles évoluent rapidement dans cette phase.

### Étoiles super-AGB
Des étoiles proches de la limite supérieure de masse les qualifiant encore comme étoiles AGB présentent certaines propriétés particulières et ont été baptisées étoiles super-AGB. Elles ont des masses supérieures à 7 M☉ et allant jusqu'à 9 ou 10 M☉ (ou plus). Elle représentent une transition vers les étoiles supergéantes plus massives qui subissent une fusion complète d'éléments plus lourds que l'hélium. Lors de la réaction triple alpha, certains éléments plus lourds que le carbone sont aussi produits : principalement de l'oxygène, mais également du magnésium, du néon, et même des éléments plus lourds. Les étoiles super-AGB développent des cœurs carbone–oxygène partiellement dégénérés qui sont assez gros pour allumer le carbone dans un flash analogue au flash de l'hélium plus précoce. Le deuxième "dredge-up" est très fort dans cette gamme de masse et cela maintient la taille du cœur en dessous de celle requise pour brûler le néon comme cela se produit dans les supergéantes de masse plus élevée. La taille des impulsions thermiques et les troisièmes "dredge-ups" sont réduits par rapport aux étoiles de faible masse, tandis que la fréquence des impulsions thermiques s'accroît très fortement. Certaines étoiles super-AGB pourraient exploser en supernova à capture d'électrons, mais la plupart finiront en naine blanche oxygène–néon. Puisque ces étoiles sont beaucoup plus communes que le supergéantes de masse plus élevée, elles pourraient former une importante proportion des supernovae observées. La détection d'exemples de ces supernovae fournirait une confirmation appréciable de modèles qui sont hautement dépendant d'hypothèses.